# Renault Venezuela
 (mai 2022).
Renault Venezolana CA était un constructeur automobile, filiale du groupe Renault au Venezuela de 1991 à 1995.

## Histoire
La Régie Renault démarre l'exportation de véhicules finis au Venezuela en 1956 via un importateur local, la société Automóvil de Francia C.A (ADF), fondée la même année,. Le marché automobile du pays est très prometteur à la suite de la découverte des premiers gisements pétroliers dans son sous-sol.
Pour répondre aux conditions édictées par le gouvernement en 1960, il devient impératif de fabriquer localement ou, au minimum, de disposer d'un associé local qui assure le montage des modèles en Complete Knock Down. C'est ainsi qu'est créée, en 1962, la joint-venture Constructora Venezolana de Vehículos (CVV), dans laquelle Covenal détient 70%, Renault 15% et American Motors Corporation (AMC) 15%. 
L'usine est inaugurée en 1963 avec l'assemblage de la R8. 363 exemplaires sont produits cette première année. En 1968, les associés de la CVV modifient leur participation qui devient 51 % Covenal, 24,5% Renault  et 24,5 AMC. En 1971, 3.336 véhicules sont assemblés. Le groupe américain General Motors s'engage dans CVV en 1971. L'assemblage de la R4 débute. La situation financière de Renault devient tendue. 
En 1972, la situation financière de Renault se redresse; les ventes s'élèvent à 4.840 exemplaires. En 1974, le nouveau Président Carlos Andrés Pérez lance un vaste programme industriel favorisant l'industrie automobile. Les entreprises de montage sont favorisées et voient le taux d'intégration locale abaissé à 40% pour les voitures particulières et à 25% pour les utilitaires. En 1977, Renault arrête l'assemblage de la R4, remplacée par la R12 l'année suivante. La même année, AdF est renommé Renault Venezolana, CA.
En 1978, le nouveau Président Luis Herrera Campins adopte une politique de rigueur libérale, réduit les importations mais préserve les voitures populaires, comme la R5. En 1980, 6.989 Renault sont assemblées.
En 1981, la CVV est dissoute et est remplacée par CA Venezolana Producción Renault (CAVPR) dont Renault dispose de 49% du capital. La nouvelle usine de Mariara peut assembler jusqu'à 65 véhicules par jour, essentiellement des R5, R12 et R18. En 1983, le climat économique se dégrade fortement, les ventes automobiles chutent de 40%,.
En 1988, le Président Carlos Andrés Pérez revient au pouvoir et reprend sa politique d'austérité. La monnaie est dévaluée de 170%. Les ventes automobiles chutent de 80%. Des émeutes éclatent dans la capitale, Caracas, l'année suivante, font 1.000 morts. En 1991, l'ancienne société RVCA, ex importateur de Renault, ADF, renommé RVCA en 1977, devient l'unique représentant de Renault, assembleur et réseau de commercialisation, sous le nom de Renault Venezolana. En 1993, RVCA est cédé intégralement au groupe CREMERCA Banco Federal qui renomme la société Corporacion Automotriz Renault Volvo (CARVACA), à un moment où une alliance est envisagée entre Volvo et Renault. L'assemblage des modèles Renault est suspendu.
De 1991 à 1994, Renault est représenté par Grupo Mezerhane. En 1993, Renault cède sa filiale à Inversiones Cremerca,. D'autres sources indiquent que Renault a vendu sa participation dans Sofasa à Grupo Santo Domingo en 1994. En 1998, la représentation de la marque est reprise par l'usine Renault de Envigado (Sofasa) et filialisée dans sa filiale Sofaven.
Au total, en 30 ans de présence au Venezuela, Renault aura fait assembler 131.996 véhicules.
En 1995, dans un contexte de mauvaise situation économique et de problèmes de partenaires commerciaux, l'usine d'assemblage est fermée, les modèles Renault sont désormais très parcimonieusement importés de Colombie, dans le respect du pacte andin.
Dans le même temps, la société Renault Venezuela CA est  fondée, qui reprend la distribution de la marque au Venezuela. Selon une autre source, ce n'est qu'avec le rachat de Sofaven (Sociedad de Fabricación y Venta de Automóviles) en 2004 que les ventes sont retransférées à une filiale à 100 %, désormais rebaptisée Renault Venezuela.
En 2009, Renault Venezuela, Great Wall Motors et un consortium vénézuélien signent un protocole d'accord pour la construction d'une usine automobile. En novembre 2012, la direction de Renault fait savoir qu'elle envisage de revenir au Venezuela pour y implanter une usine locale de montage. Le projet n'a jamais connu de suite, ; parallèlement, un centre de formation est ouvert à Caracas.

## Modèles assemblés
- Renault 8 (1963)
- AMC Rambler (1964)
- Renault 10 (1966)
- Renault 16 (1967)
- Renault 4 (1971-77)
- Renault 12 (1978-82)
- Renault 30 (1978-83)
- Renault 18 (1983)
- Renault Fuego (1987)
- Renault 5 (1981)
- Renault 19 (1992)
- Renault 21 (1993)

Des véhicules de la marque Rambler ont également été produits en 1964.